# Peter Madsen (meurtrier)
Pour les articles homonymes, voir Peter Madsen.
Peter Langkjær Madsen, né le 12 janvier 1971, est un inventeur et entrepreneur danois, cofondateur en 2008 de la société Copenhagen Suborbitals. Il est condamné en 2018 pour l'assassinat de la journaliste suédoise Kim Wall survenu à bord de son sous-marin personnel en août 2017.
Il fut également suspecté du meurtre d’une touriste japonaise dont le tronc a été retrouvé en octobre 1986 dans le port de Copenhague.

## Biographie

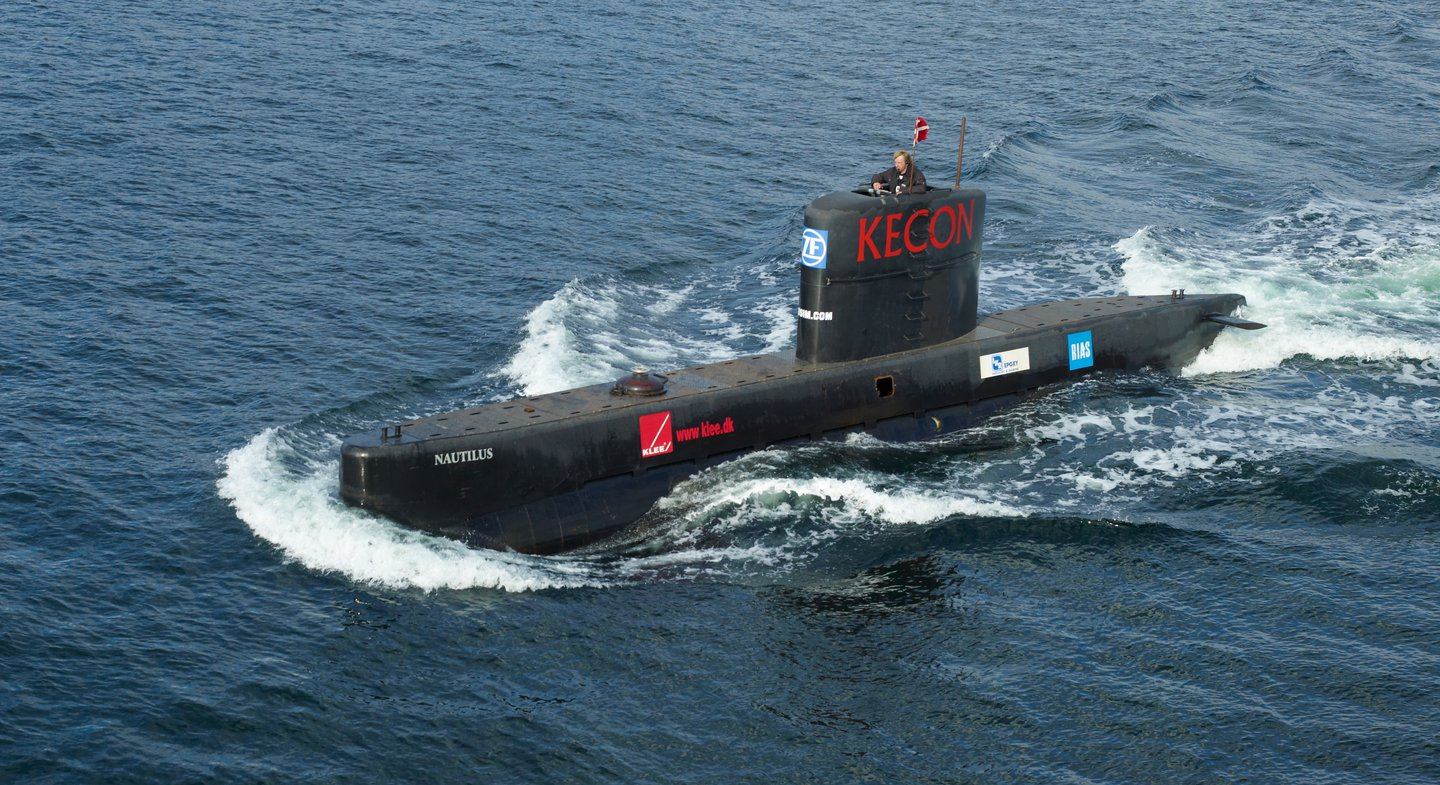
UC3 Nautilus.

Peter Madsen a grandi à Høng, une petite ville sur la côte ouest de Seeland.
L'UC1 Freya (en) son premier submersible de 7,50 mètres de long a été construit en 2001-2002.
L'UC2 Kraka (en) long de 12 mètres mis à l'eau en 2005 se trouve aujourd'hui au musée danois de la technique à Elseneur.
L'UC3 Nautilus de 18 mètres a été lancé le 3 mai 2008 à Copenhague. Au moment de son lancement, il était le plus grand sous-marin privé dans le monde.

## Affaire Kim Wall
Le 10 août 2017, la journaliste Kim Wall embarque dans le sous-marin privé UC3 Nautilus avec son inventeur. Elle souhaite réaliser le portrait de ce « savant fou », célèbre dans son pays. Le 11 août 2017, le sous-marin Nautilus a coulé dans la baie de Køge. La police danoise enquête encore au 30 octobre,.
En octobre 2017, il reconnaît avoir découpé le corps de la journaliste suédoise.
Le 24 janvier 2018, les procureurs chargés de l'affaire affirment que Madsen aurait violé la journaliste avant de la tuer,.
C'est un chien au flair exceptionnel qui a retrouvé une partie du corps immergé de la victime.
Madsen est condamné à la prison à vie le 25 avril 2018 par le jury du tribunal de Copenhague, peine confirmée en appel le 26 septembre 2018,
Le 20 octobre 2020, il tente de s'évader de la prison de Herstedvester à Albertslund,,.